# 沈瀜沢
沈 瀜沢（シム・ユンテク、朝鮮語: 심융택/沈瀜澤、1936年10月21日 - 2018年1月16日）は、大韓民国の教員、ジャーナリスト、政治家。第10代韓国国会議員。本貫は青松沈氏。カトリック教徒。

## 経歴
日本統治時代の平安南道中和郡出身。養正高等学校、高麗大学校法科大学、同校大学院卒業後、デンバー大学大学院で研修を受けた。淑明女子大学校講師、ソウル新聞論説委員、大統領公報秘書官、大統領政務秘書官、社会発展研究所所長などを務めた。そのほか、月刊『韓国人』の発行人・編集者を歴任した。83歳で死去した。

## 著書
- 自立への意志 朴正煕大統領語録

## 賞勲
- 紅条勤政勲章